# Warchlak

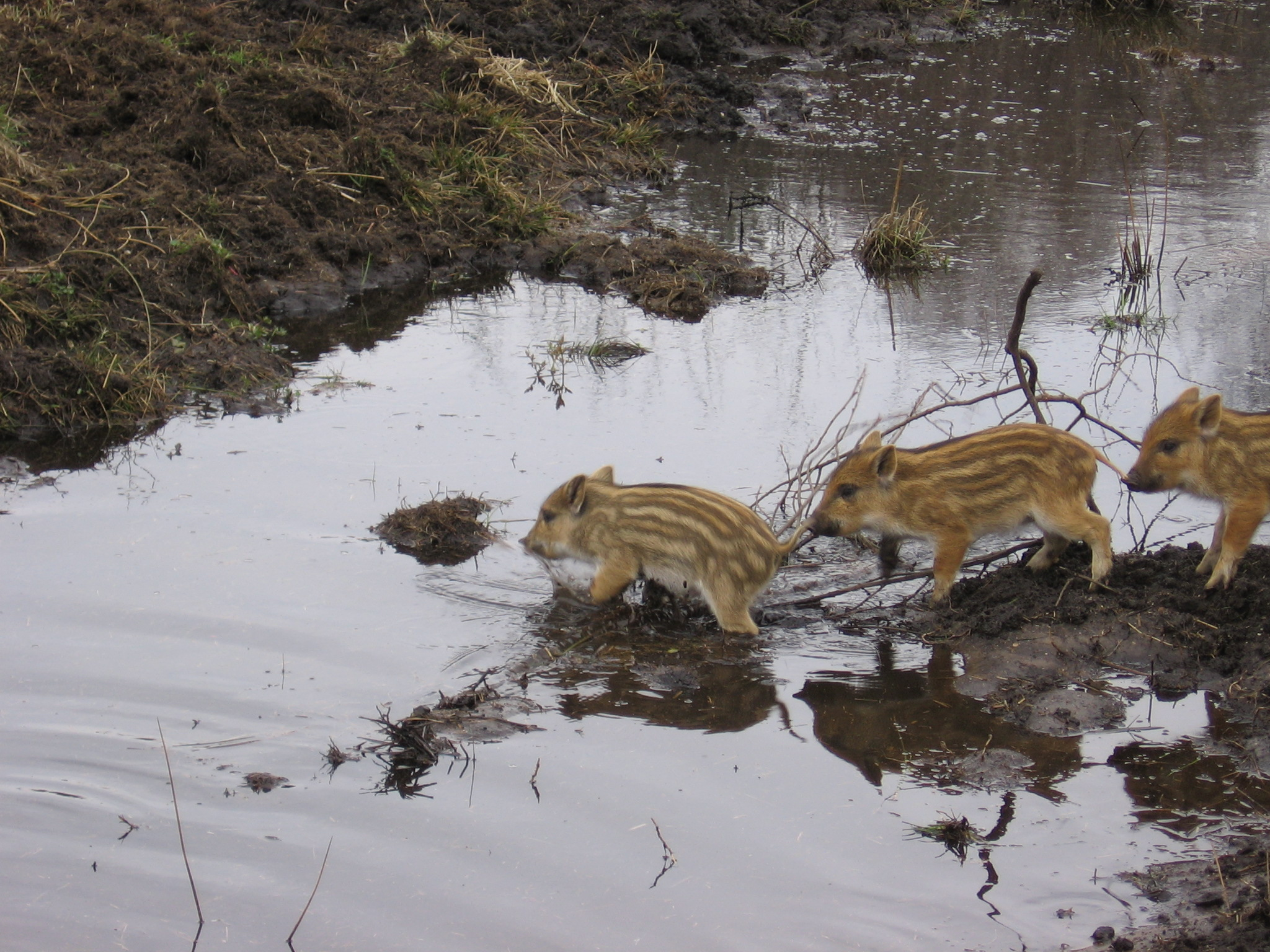
Warchlaki

Warchlak, warchlę, podświnek – gwarowe określenie prosięcia odłączonego od lochy, zwykle w wieku 2—6 miesięcy, o masie 26—85 kg. W łowiectwie to młody dzik, w wieku od narodzin do 31 marca roku następnego – zgodnie z definicją z rozporządzenia ministra środowiska w sprawie określenia okresów polowań na zwierzęta łowne, posiadający sierść o charakterystycznych podłużnych jasnych oraz ciemnych pasach.